# Floresta nacional (Brasil)

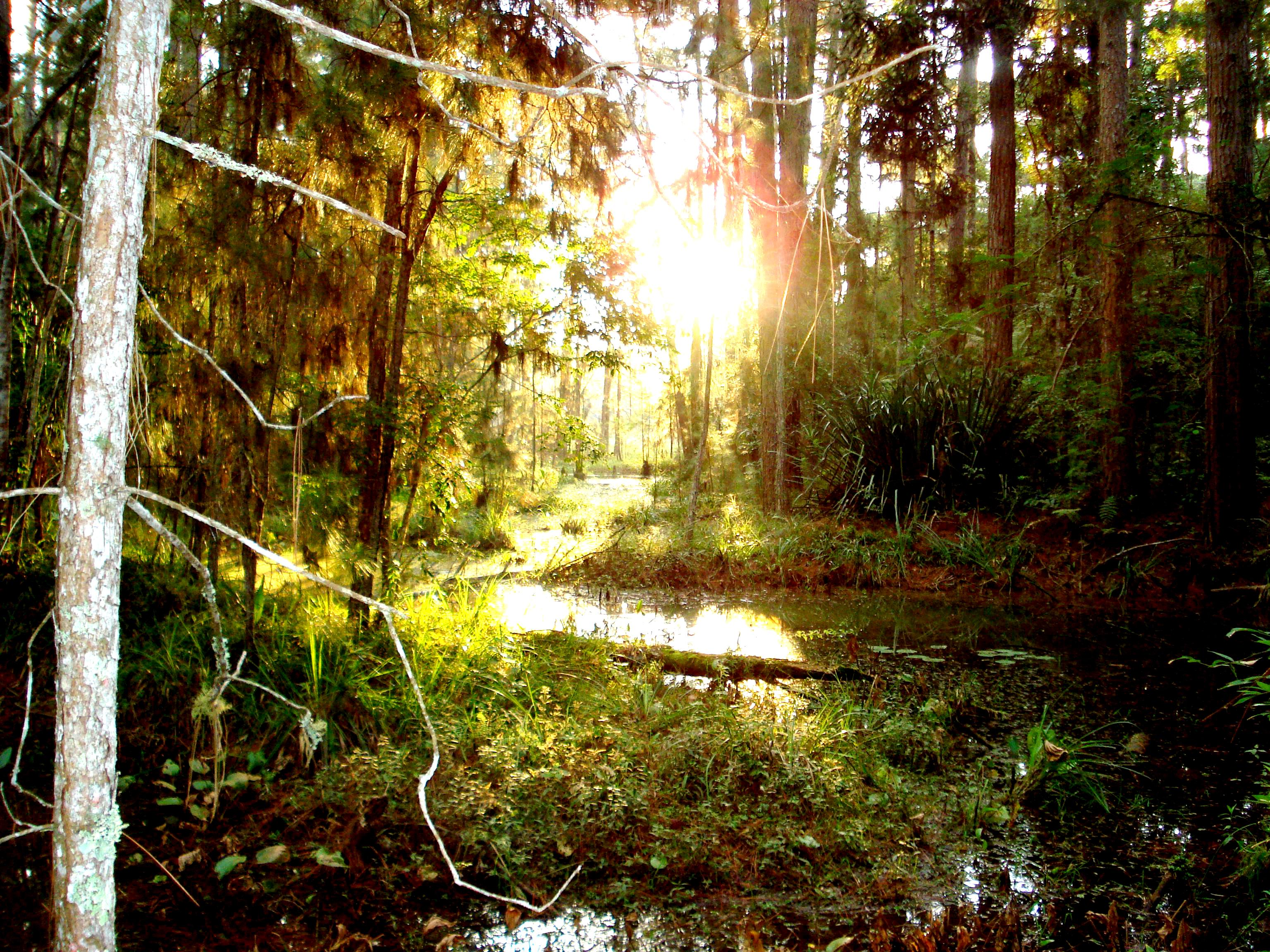
Plantação de Pinus elliottii no interior da Floresta Nacional de Três Barras

No Brasil, Floresta Nacional (FLONA) é uma categoria de unidade de conservação de uso sustentável estabelecida pelo Sistema Nacional de Unidades de Conservação da Natureza (SNUC). As florestas nacionais possuem cobertura florestal predominantemente nativa, e têm como objetivos a promoção do uso múltiplo sustentável dos recursos florestais e a pesquisa científica, com ênfase em métodos para exploração sustentável de florestas nativas. Essa categoria de unidade de conservação, quando criada pelo estado ou município, denomina-se, respectivamente, Floresta Estadual e Floresta Municipal.
No âmbito federal, a execução das ações do SNUC sobre as florestas nacionais é de responsabilidade do Instituto Chico Mendes de Conservação da Biodiversidade, devendo propor, implantar, gerir, proteger, fiscalizar e monitorar as florestas nacionais. As populações tradicionais que habitavam a FLONA à época de sua criação podem permanecer nela, em conformidade com o disposto em regulamento e no Plano de Manejo da unidade. As Florestas Nacionais são áreas de posse e domínio públicos, áreas particulares incluídas nos limites de uma FLONA devem ser desapropriadas de acordo com o que dispõe a lei, sendo que a situação fundiária dessas populações pode ser regularizada através de contratos de concessão uso.
As Florestas Nacionais devem apresentar um conselho consultivo, o qual constitui-se de representantes de órgãos públicos, de organizações da sociedade civil e das populações tradicionais residentes. A presidência de um conselho consultivo, contudo, é reservada ao órgão responsável pela administração da respectiva floresta nacional.
A visitação pública às unidades é permitida, mas deve respeitar as normas estabelecidas nos respectivos planos de manejo. Outros objetivos da floresta nacional podem incluir a proteção de recursos hídricos, de belezas cênicas e de sítios históricos e arqueológicos, assim como a educação ambiental e as atividades de recreação, lazer e turismo.

## Lista
O Brasil possui, atualmente, 68 florestas nacionais (somando um total de 17.928.813 ha de área total protegida) uma das categorias de unidades de conservação de uso sustentável da natureza definidas na Lei do Sistema Nacional de Unidades de Conservação da Natureza, encaixadas na categoria VI pela IUCN. São administrados pelo Instituto Chico Mendes de Conservação da Biodiversidade (ICMBio), uma autarquia vinculada ao Ministério do Meio Ambiente criada em 2007. As florestas nacionais são áreas de posse e domínio públicos providas de cobertura florestal predominantemente nativa. Elas têm como objetivos a promoção do uso múltiplo sustentável dos recursos florestais e a pesquisa científica básica e aplicada em métodos para exploração sustentável de florestas nativas.
A primeira floresta nacional, a de Araripe-Apodi no Ceará, foi criada através do Decreto Nº 9.226, emitido em 2 de abril de 1946 por Eurico Gaspar Dutra. A criação dessa floresta foi seguida pela do Caxiuanã em 28 de novembro de 1961, e pela de Itacaiunas, em 2 de fevereiro de 1968, ambas no Pará. Este estado é o que possui o maior número de florestas nacionais no Brasil, totalizando 14 florestas, seguido pelo Amazonas, com 9. Elas variam em área de forma extrema: a menor floresta nacional brasileira, é a de Ritápolis, com pouco menos de 1 km², enquanto que a maior é a Floresta Nacional de Roraima, com mais de 26 mil km².
Nem todos os biomas brasileiros possuem florestas nacionais, e a maior parte delas se localiza na Amazônia e Mata Atlântica. E de todas as florestas nacionais brasileiras, apenas aquelas localizadas na Amazônia possuem área considerável, sendo que nos outros biomas (Mata Atlântica, Caatinga e Cerrado) elas dificilmente ultrapassam 100 km² de área, o que mostra que essa categoria de unidade de conservação não tem sido muito utilizada para proteção de outros biomas além do bioma amazônico. Ademais, principalmente na Mata Atlântica, essas unidades de conservação apresentam grandes alterações na vegetação nativa, principalmente com reflorestamento de Pinus, Eucalyptus e Araucaria angustifolia. Na Amazônia, é frequente a presença de populações tradicionais, assim como a mineração ocorre am algumas delas. Por ser de uso sustentável, atividades econômicas são permitidas, desde que respeitadas alguns limites.
A visitação é permitida mas ela está condicionada a planos específicos do plano de manejo dessas áreas. Apesar de pouco divulgada, as florestas nacionais são uma das unidades de conservação mais visitadas no Brasil, logo após os parques nacionais, totalizando 364 294 visitantes no ano de 2014. A Floresta Nacional de Carajás é a floresta nacional mais visitada no Brasil, figurando entre as 10 mais visitadas unidades de conservação no país, com 216 957 visitantes no ano de 2014.